# Brachionus bidentatus
Brachionus bidentatus is een raderdiertjessoort uit de familie Brachionidae. De wetenschappelijke naam van deze soort is voor het eerst geldig gepubliceerd in 1889 door Anderson.